# AV-1 (дирижабль)
AV-1 (дирижабль) — тепловой одноместный дирижабль, построен в 1994 году на фирме BALÓNY KUBÍČEK spol s r.o. (Чехия). 

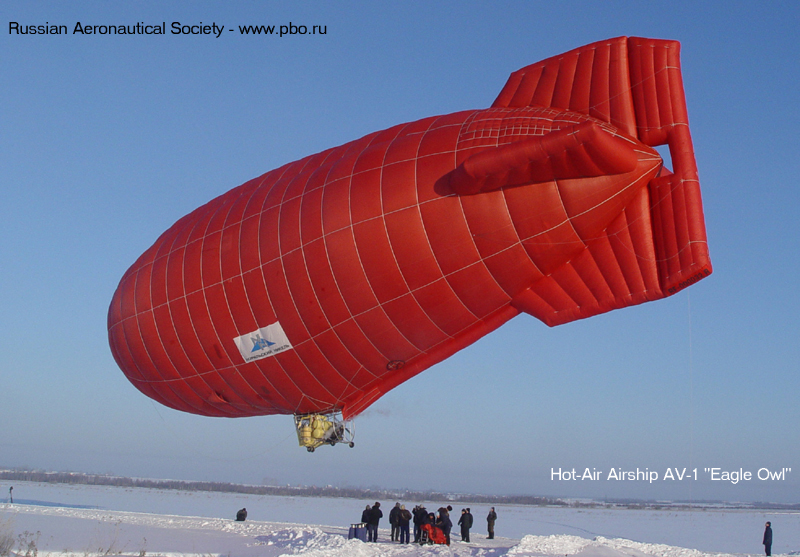
Тепловой дирижабль AV-1 «Филин»

20 февраля 2004 года пилот Николай Галкин установил на дирижабле AV-1 «Филин» мировой рекорд продолжительности полёта для всех тепловых дирижаблей — 6 часов 04 минуты. Всего на данном дирижабле российские воздухоплаватели установили 6 национальных и 4 мировых рекорда. Именно на этом дирижабле Николай Галкин в 2008 году стал вице-чемпионом на VIII Чемпионате мира по воздухоплаванию на тепловых дирижаблях.

По данным Федерального управления гражданской авиации США (FAA) на июль 2025 года, в реестре зарегистрировано 3 действующих тепловых дирижабля AV-1 (регистрационные номера: №801LB, N802LB, N803LB). По меньшей мере 2 из них активно эксплуатируются в США и Великобритании для рекламных полетов, аэрофотосъемки и частного использования.

## Описание
- Тип: AV-1 (тепловой)
- Название: «Филин»
- Регистрация: RF- 000032R
- Год первого полёта: 1994
- Объём: 2780 м³ (82 990 cu. ft.)
- Длина: 34,50 метров
- Двигатели: 1×Rotax — 503 (37 кВт — 50 л.с.)
- Экипаж/пассажиры: 1/1
- Первый полёт в России — 1997 год. Эксплуатируется Воздухоплавательным спортивно-техническим клубом РОСТО.